# 暴力団再武装
『暴力団再武装』（ぼうりょくだんさいぶそう）は、1971年（昭和46年）5月8日に公開された東映製作の日本映画である。98分。監督：佐藤純彌。主演：鶴田浩二。

## スタッフ
- 監督：佐藤純彌
- 脚本：村尾昭
- 企画：俊藤浩滋、吉田達
- 撮影：飯村雅彦
- 録音：小松忠之
- 照明：梅谷茂
- 美術：北川弘
- 編集：田中修
- 助監督：寺西国光
- 擬闘：日尾孝司
- 進行主任：坂上順
- 装置：石井正男
- 装飾：上原光雄
- 記録：山内康代
- 現像：東映化学
- 音楽：日暮雅信
- 挿入歌「女のなみだ」
  - 作詞：松井由利夫
  - 作曲：大沢浄二
  - 歌：朋ひろこ

## 出演
- 若竹勇：鶴田浩二
- 石堂竜吉：若山富三郎
- 三好五郎：待田京介
- 田島三枝子：吉行和子
- 宮地三郎：渡瀬恒彦
- 畠山泰三：内田朝雄
- 鏑木重男：室田日出男
- 高山清市：近藤宏
- 金子刑事：中田博久
- 中津恭平：藤山浩二
- 津金信三：清水元
- 田島：菅井一郎
- 日高徹：八名信夫
- 関根直人：田口計
- 為さん：福山象三
- 黒須正徳：植田灯孝
- 鴨田喜由
- 吉松実：高橋正夫
- 安さん：長谷川弘
- 吉岡組組長：沢彰謙
- 相馬：日尾孝司
- 野崎：小林稔侍
- 船長：河合絃司
- 団巌
- 清村：花田達
- 西村：三浦忍
- 村井組組長：久保一
- 田坂組組長：長島岳
- 若竹の部下：佐藤晟也
- 高井：北川恵一
- 歌手：朋ひろこ、北原ミレイ
- 農民：相馬剛三、滝島孝二、打越正八
- 刺客：三重街恒二
- 岩見：須賀良
- 山之内修
- アンコ：山浦栄、佐川二郎、木村修、泉福之助
- 長さん：山田甲一
- 小塚十紀雄
- 相原昇
- 田坂組組長：永島岳
- 秋山：亀山達也
- 根岸：五野上力
- オスマン・ユセフ
- 謎の女：小林千枝
- ホステス：梶原真由美
- 若竹の女：白石恵美子
- 長さんの女房：谷本小代子
- 愛川ルミ子
- 仲塚康介
- ボーイ：菅原壮男
- 津金組組員：清水照夫
- 木村：城春樹
- 須賀：滝史郎
- 国：石田信之
- 中年男：美原亮
- 溝口久夫
- 坂井：西本良治郎
- 山﨑：畑中猛重
- 安部：高月忠
- 正木警部：渡辺文雄
- 小府方誠：小池朝雄
- 菊名政次：近衛十四郎
- 神崎威男：丹波哲郎（特別出演）

以下ノンクレジット
- 倉成：岩本弘司（東宝）
- 江藤：野口貴史
- 組員：久地明、土山登士幸、幸英二

## 同時上映
『セックス喜劇 鼻血ブー』
- 脚本：山本英明、松本功 / 監督：高桑信 / 主演：左とん平